# Hanna Bekker vom Rath
Hanna Bekker vom Rath, také Johanna Emy Adele vom Rath, krátce Hanna vom Rath (7. září 1893 Frankfurt nad Mohanem, 8. srpna 1983 Bad Nauheim) byla německá malířka, sběratelka umění, mecenáška umělců a obchodnice s uměním.

## Životopis
Narodila se do rodiny JUDr. Walthera vom Rath, průmyslníka, přírodovědce a politika, a jeho manželky Maxmiliany, rozené Meisterové. Její strýc Wilhelm Meister byl zakladatelem továrny na barvy Farbwerke Hoechst, prastrýc Jakob Becker byl malířem. Zájem o moderní avantgardní umění Hanna rozvíjela soukromým studiem malby a kresby u tří malířek, Marie Paquet-Steinhausenové ve Frankfurtu na Mohanem, u Ottilie Roedersteinové v Hofheimu am Taunus a u Idy Kerkovius ve Stuttgartu. Všechny její učitelky náležely do okruhu následovnic malíře Adolfa Hölzela. 
Roku 1920 Hanna začala cestovat po Evropě i Americe, doprovázela hudebního kritika frankfurtských novin a pozdějšího intendanta opery Paula Bekkera (1882–1937), za kterého se později vdala. Přestěhovali se do Hofheimu na Taunusu a měli tři děti. Když Hanna ve Frankfurtu nad Mohanem založila obchod s uměním, nazvala jej Frankfurter Kunstkabinett Hanna Bekker vom Rath. Od té doby užívala obě příjmení jako obchodní značku.

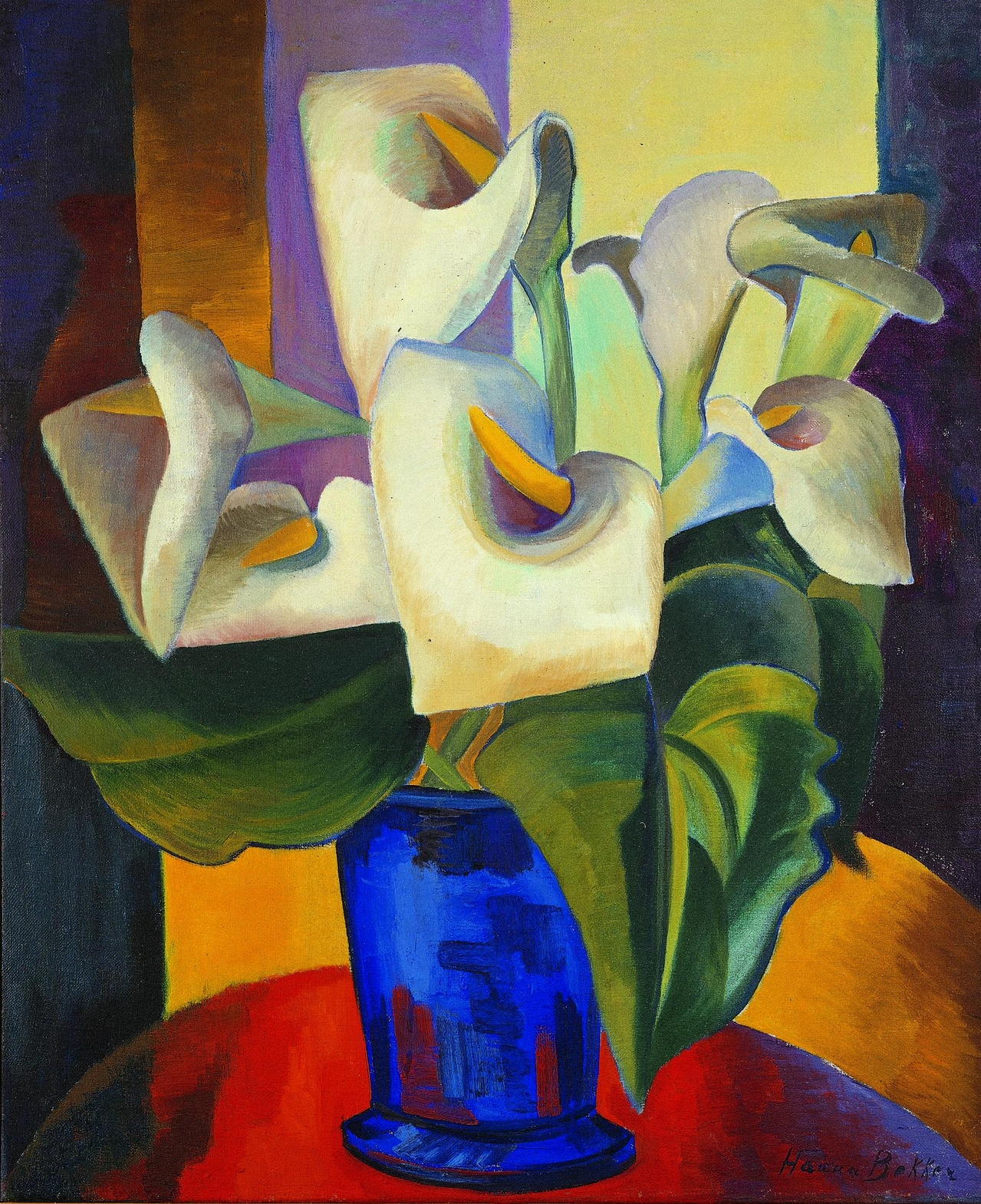
Bílá kala v modré váze

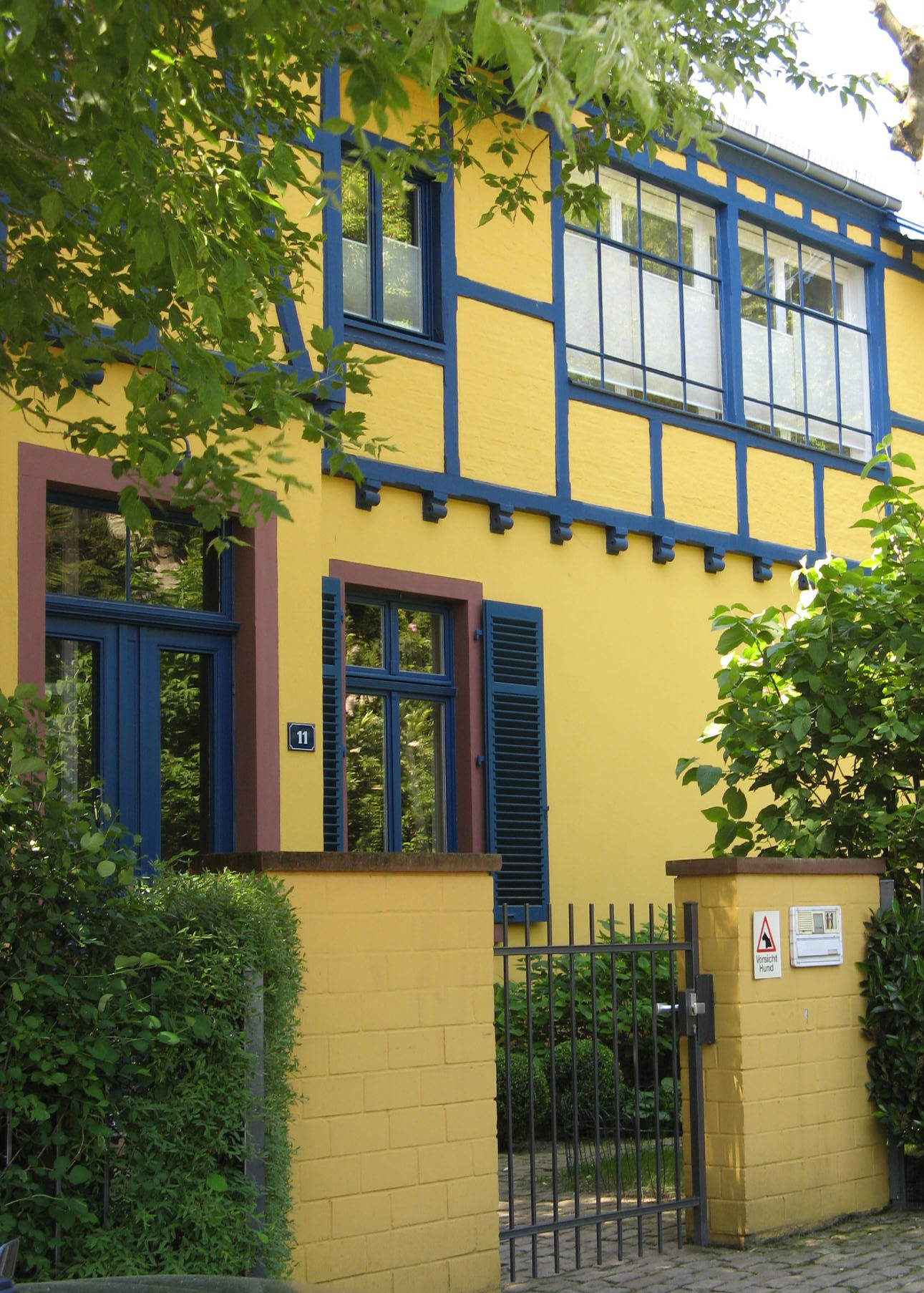
Modrý dům Bekkerových v Hofheimu

Ve dvacátých letech se spřátelila s výtvarníky, zejména s Ludwigem Meidnerem, Alexejem von Jawlenskym, Karlem Schmidtem-Rottluffem a Emy Roederovouovou, a dalšími jako Paul Klee nebo Max Beckmann. Zpočátku je spontánně podporovala, později se intenzivně věnovala nákupu jejich děl a zvala malíře a sběratele umění do svého Modrého domu v Hofheimu. V roce 1929 založila „Spolek přátel umění Alexeje von Jawlenského“ ve Wiesbadenu. V letech 1940 až 1943 Bekker vom Rath organizovala tajné výstavy děl umělců zavržených nacisty, tehdy ve svém berlínském ateliéru na Regensburger Strasse. V roce 1987 se mnoho z těchto děl stalo součástí sbírky muzea ve Wiesbadenu.
V roce 1947 založila zmíněný Frankfurtský kabinet umění, v němž zpočátku vystavovala jen díla svých oblíbených umělců a přátel, kteří byli za národních socialistů hanobeni. Mezi ně nyní patřili například Ernst Wilhelm Nay, který se v Hofheimu usadil v letech 1945 až 1952, fotografka Marta Hoepffnerová, která si zde otevřela soukromou fotografickou školu, a jejich učitel Willi Baumeister. Z exilu se vrátil Ludwig Meidner, který v letech 1955 až 1963 žil a bydlel také v Hofheimu. Hanna Bekker obnovila kontakty s emigranty umělci, sběrateli i obchodníky s uměním ve Francii a ve Švýcarsku.
Počínaje rokem 1952 jezdila na pracovní cesty hledat díla kdysi vyloučených malířů i díla mladých umělců v Severní a Jižní Americe, Jižní Africe, Indii, Řecku a na Středním východě. Stala se známou jako „velvyslankyně umění“. Frankfurtský kabinet umění existuje dosud.

## Vlastní dílo
Její vlastní tvorba je rovněž expresionistická, rozsahem nevelká, ovlivněná především Jawlenským. Stálou expozici z jejích prací má Městské muzeum v Hofheimu na Taunusu.
Za její výtvarnou, sběratelskou a obchodnickou práci ji Německá spolková republika ocenila udělením Velkého záslužného kříže Záslužného řádu Spolkové republiky Německo. 